# Rose Falcon
Rose Falcon est une chanteuse et compositrice américaine née le 2 mai 1984 à New York et élevée à Nashville. Elle est surtout connue pour avoir chanté la chanson UP, UP, UP.

## Discographie
- 2003 : Rose Falcon